# فهد حديد
فهد سالم حديد عبيد غريب  مواليد 7 يوليو 1993)،  يعرف باسم فهد حديد، هو لاعب كرة قدم إماراتي، يلعب كلاعب وسط لنادي مصفوت، ومنتخب الإمارات تحت 20 سنة.
لعب لأندية الشارقة والوصل و النصر والإمارات و خورفكان و العين و حتا و مصفوت.

## وصلات خارجية
فهد حديد على موقع كووورة